# Milan Games Week
La Milan Games Week, nota come Games Week fino al 2013, è un festival italiano che si svolge annualmente dal 2011 a Milano. 
Dall'edizione del 2014 il nome dell'evento è stato cambiato in Milan Games Week, entrando così nel circuito fieristico che vede altri festival europei come la Paris Games Week, la Madrid Games Week e la Warsaw Games Week; inoltre, la sede dell'evento è passata dal Convention Center di Portello al polo urbano di FieraMilanoCity, mentre nel 2017 si è spostata in pianta stabile al polo extraurbano di FieraMilano.
L'afflusso di visitatori alla Milan Games Week è stato in graduale crescita dalla sua prima edizione del 2011 fino a quella del 2018, che ha visto partecipare circa 162.000 persone e oltre 150 espositori.
A causa della pandemia di COVID-19 l'edizione del 2020 fu annullata e venne rimpiazzata con 4 giorni di live su Twitch. Tuttavia nel 2021 le edizioni tornarono in presenza, registrando una crescita continua di visitatori ed espositori da quell'anno.

## Edizioni
| Anno | Date                        | Luogo             | Visitatori | Espositori |
| ---- | --------------------------- | ----------------- | ---------- | ---------- |
| 2011 | 4 novembre – 6 novembre     | Convention Center | 30 000     | 33         |
| 2012 | 9 novembre – 11 novembre    | Convention Center | 40 000     | 24         |
| 2013 | 25 ottobre – 27 ottobre     | Convention Center | 60 000     | 37         |
| 2014 | 24 ottobre – 26 ottobre     | FieraMilanoCity   | 100 000    | 40         |
| 2015 | 23 ottobre – 25 ottobre     | FieraMilanoCity   | 120 000    | 80         |
| 2016 | 14 ottobre – 16 ottobre     | FieraMilanoCity   | 138 000    | >100       |
| 2017 | 29 settembre – 1º ottobre   | FieraMilano       | 148 000    | >150       |
| 2018 | 5 ottobre – 7 ottobre       | FieraMilano       | 162 000    | >150       |
| 2019 | 27 settembre – 29 settembre | FieraMilano       | 100 000    | >150       |
| 2020 | Annullata                   | Annullata         | Annullata  | Annullata  |
| 2021 | 12 novembre – 14 novembre   | FieraMilano       | 70 000     | >150       |
| 2022 | 25 novembre - 27 novembre   | FieraMilano       | 105 000    | >300       |
| 2023 | 24 novembre - 26 novembre   | FieraMilano       | 120 000    | >300       |
| 2024 | 22 novembre - 24 novembre   | FieraMilano       | 125 000    | >300       |

### 2011
La prima edizione del festival fu pubblicizzata tramite alcuni eventi come la rappresentazione di Tetris nel naviglio grande di Milano e PAC-Man tra le strade della città. All'interno della fiera era possibile provare con mano ed in anteprima la nuova console portatile Sony Playstation Vita in uscita il 22 febbraio 2012 in Europa.

### 2012
La seconda edizione del festival vede un nuovo approccio all'organizzazione delle aree tematiche presenti nella fiera suddividendole in cinque gruppi principali; Games Week Kids, Show, Arena, Culture e Conference.

### 2013
La terza edizione del festival è stata caratterizzata dalla presenza console di nuova generazione di Microsoft e Sony, rispettivamente Xbox One e Playstation 4. I visitatori potevano provare in anteprima le due console in postazioni adatte allo scopo. La fiera ha inoltre ospitato come di consueto videogiochi di prossima uscita sul mercato, nonché molti visitatori vestiti da cosplay per l'occasione. 

### 2014
L'edizione 2014 della fiera oltre al cambio di nome ha visto l'attuazione dell'italian game developers summit, evento dedicato al mondo dello sviluppo dei videogame su suolo italiano e alla divulgazione delle metodologie per poter costruirsi un percorso professionale all'interno del settore. 

### 2015
L'edizione 2015 dell'evento ha visto un ulteriore interesse degli appassionati di settore verso la fiera milanese. La fiera è stata anche teatro della Milan Games Week Leagues, torneo organizzato per l'occasione che ha visto la sua finale durante i giorni di fiera. I giochi interessati dall'evento erano League of Legends, Counter Strike: Global Offensive e Dota 2. L'edizione ha anche visto la presenza di un ospite di eccezione quale Tōru Iwatani, creatore dell'icona video ludica Pac-Man. Durante la fiera è stato incoronato anche il videogioco ritenuto "Best of Show" dai visitatori e dalla stampa di settore che durante i giorni di festival ha potuto votare tra 155 prodotti. Il pubblico ha incoronato Fallout 4, mentre la stampa Metal Gear Solid V: The Phantom Pain.

### 2016
L'edizione di Milan Games Week 2016 è stata sempre più incentrata sulle produzioni ludiche made in Italy. Infatti alla manifestazione erano presenti 30 videogiochi indie, completamente sviluppati da studi italiani. Tali videogiochi erano presenti nell'area a loro dedicata "Milan Games Week Indie", in compagnia di altri contenuti, tra cui app, sempre sviluppate da studi indipendenti italiani. Dal 6 al 19 ottobre 2016 a Milano c'è stato l'evento preview della manifestazione, ovvero il Fuori Milan Games Week. Durante questo periodo è stato possibile partecipare ad eventi nella città di Milano che abbracciano tutto il mondo dell'intrattenimento.

### 2017
L'edizione 2017 di Milan Games Week si è svolta per la prima volta a FieraMilano. Alla manifestazione erano presenti oltre 150 espositori e la novità principale è stata l'eSports Village (PG Arena), un'arena con oltre 900 posti che ha ospitato otto finalissime di tornei nazionali e internazionali.

### 2018
L'edizione 2018 di Milan Games Week si è tenuta a FieraMilano per il secondo anno consecutivo su una superficie espositiva più ampia (dai 36,000 metri quadri del 2017 a quasi 50,000).

### 2020
L'edizione 2020 di Milan Games Week è stata tenuta esclusivamente in streaming a causa della pandemia di COVID-19. L'evento si è svolto su Twitch per la durata di 4 giorni con un palinsesto che alternava talk live e sessioni preregistrate dei giochi che erano previsti per l'esposizione.

### 2021
L'edizione 2021 di Milan Games Week ritorna in presenza con i 3 padiglioni, ma con meno visitatori della media. È la prima edizione che si svolge in unione con il Cartoomics.

### 2022
L'edizione 2022 di Milan Games Week & Cartoomics riconferma il format proposto l'anno precedente unendo due fiere consumer. La fiera si amplia occupando i padiglioni 8-12-16-20.

### 2023
L'edizione 2023 di Milan Games Week & Cartoomics riconferma per la terza edizione di fila l'unione di due fiere consumer. La fiera si amplia occupando i padiglioni 9-11-13-15 (con 8,000 mila metri quadri in più rispetto all'edizione dell'anno precedente). Una novità che ha portato questa edizione è la presenza del Fantasticon Film Festival, una sala di 900 posti adiacente ai padiglioni 9-11 dove sono stati proiettati film anime, fantasy e horror.